# HD5550
HD5550 — хімічно пекулярна зоря спектрального класу A0, що має видиму зоряну величину в смузі V приблизно  6,0.
Вона  розташована на відстані близько 376,2 світлових років від Сонця.

## Фізичні характеристики
Зоря HD5550 обертається 
порівняно повільно 
навколо своєї осі. Проєкція її екваторіальної швидкості на промінь зору становить  Vsin(i)= 17км/сек.